# MTVX
MTVX fue un canal de televisión por cable estadounidense, que transmitía videos musicales de hard rock, operado por MTV Networks, propiedad de Viacom. Estaba disponible exclusivamente en proveedores de cable digital, siendo la primera cadena disponible en el "MTV Networks Digital Suite". Fue lanzado en 1998 y reemplazado en 2002 por MTV Jams. 

## Formato
MTVX no transmitía publicidad fuera de las de su señal hermana MTV2, transmitiendo videos de manera similar a sus cadenas hermanas, en un bucle diario programado para transmitirse en tres bloques de ocho horas por día. El canal transmitió videos contemporáneos y videos más antiguos que ya no se mostraban en MTV.  Asimismo, MTVX no se limitó a un solo género de videos musicales de rock. El canal transmitió una variedad de géneros, incluidos el punk, metal y grunge.
Además, MTVX mostró música que era menos conocida o inédita para la audiencia, como Static-X, Disturbed, Finger Eleven, Black Label Society, SOiL, Soulfly, Sepultura, Tool, Pantera, Kittie, Dope, Coal Chamber, Primus, Mushroomhead, entre otros.

## Cierre
MTVX finalizó el 1 de mayo de 2002 y fue reemplazado por MTV Jams (actual BET Jams), canal que emite videos musicales de hip hop. El último video reproducido en MTVX fue "See you in the other side" de Ozzy Osbourne. El reemplazo de MTVX fue criticado por los fanáticos de la música rock. La explicación dada por MTV, basada en los índices de audiencia y en la información de las listas de Billboard fue que los espectadores querían una señal completamente dedicada al hip hop y el R&B, en lugar de una dedicada al rock alternativo y hard rock para los que había sido creada MTVX. Además, afirmaron que los formatos de hard rock entraron un rápido declive posterior a los atentados del 11 de septiembre de 2001 debido a la falta de énfasis en la industria y la radio.
En 2011, MTV utilizó nuevamente la marca MTVX para "un nuevo grupo de medios multiplataforma a cargo de desarrollar contenido para la televisión, computadoras y teléfonos móviles". MTV lanzó MTVX en agosto, con David Gale a la cabeza, aunque nunca se lanzó ningún producto o programa con la marca MTVX. 
La marca MTVX también estuvo presente durante muchos años en el sitio web corporativo de MTV.